# Сайрус, Майли
Ма́йли Рэй Са́йрус (англ. Miley Ray Cyrus; урождённая Де́стини Хо́уп Са́йрус, англ. Destiny Hope Cyrus; род. 23 ноября 1992, Франклин, Теннесси, США) — американская певица, автор песен и актриса. Выступая сразу в нескольких жанрах, включая поп, хип-хоп, кантри, рок и экспериментальную музыку, в последнее время её исполнению характерна фирменная хрипота в сочетании с контральто. Пять альбомов, записанных Сайрус, возглавили американский чарт Billboard 200, а всего в него вошло тринадцать пластинок артистки, что является одним из лучших результатов среди женщин в 21 веке. Её личная жизнь, имидж, поведение и перформансы вызывают споры и широкое освещение в СМИ по всему миру.
Статус кумира подростков Сайрус получила, сыграв главную роль в сериале Disney Channel «Ханна Монтана». Два записанных ей саундтрека возглавили Billboard 200 и три вошли в пятёрку, а песня «He Could Be the One» вошла в десятку чарта Billboard Hot 100. Собственная дискография Сайрус насчитывает возглавившие американский чарт альбомы Meet Miley Cyrus (2007), Breakout (2008) и Bangerz (2013), вошедшие в пятёрку Can’t Be Tamed (2010), Younger Now (2017) и Plastic Hearts (2020), также возглавивший американский рок-чарт, и бесплатный Miley Cyrus & Her Dead Petz (2015). Два её мини-альбома The Time of Our Lives (2009) и She Is Coming (2019) также вошли в пятёрку. В 2023 году ожидается восьмой студийный альбом певицы «Endless Summer Vacation». Среди песен наибольший успех приобрели вошедшие в десятку американского синглового чарта «See You Again», «7 Things» «The Climb», «Party in the U.S.A.», «Can’t Be Tamed», «We Can’t Stop», «Malibu» и «Without You» и возглавившие его «Wrecking Ball» (2013) и «Flowers» (2023). Более того композиции «Party in the U.S.A.», «Wrecking Ball» и «We Can’t Stop» имеют бриллиантовую сертификацию Американской ассоциации звукозаписывающих компаний (RIAA) за продажу более 10 млн копий в США.
За свою карьеру Сайрус дважды вошла в ежегодный список самых влиятельных людей Time 100 (2008, 2014), стала лучшим артистом 2013 года по версии телеканала MTV и вошла в список величайших артистов всех времён, составленный журналом Billboard в 2019 году. В 2009 году она также была номинирована на премию «Золотой глобус» в категории «Лучшая песня» за саундтрек к мультфильму «Вольт»; два раза подряд, в 2010 и 2011, — на «Золотую малину» в категории «Худшая женская роль» в фильмах «Ханна Монтана: Кино» и «Последняя песня»; в 2015 на премию «Грэмми» в категории «Вокальный поп-альбом года» за пластинку Bangerz и в 2022 году в категории «Альбом года» за участие на пластинке Lil Nas X Montero. Сайрус является зоозащитницей, в 2014 году она перешла на веганский образ жизни, тогда же основала собственный некоммерческий благотворительный фонд «Happy Hippie», помогающий бездомной молодёжи и ЛГБТ-сообществу.
На прошедшей 4 февраля 2024 года 66-й ежегодной церемонии вручения наград «Грэмми» певица была удостоена двух премий за песню «Flowers» — в категориях «Лучшая запись года» и «Лучшее сольное поп-исполнение».

## Биография

### Ранние годы и начало карьеры
Дестини Хоуп Сайрус родилась 23 ноября 1992 года во Франклине, штат Теннесси, в семье Летиции (Тиш) Джин Сайрус (урождённой Финли) и кантри-певца Билли Рэя Сайруса. При рождении у неё была диагностирована наджелудочковая тахикардия — состояние, характеризующееся аномально высокой частотой сердечных сокращений в состоянии покоя. Имя, данное девочке при рождении — Дестини Хоуп (с англ. «Судьба» и «Надежда») — отражало убеждённость родителей в том, что их дочь достигнет значительных успехов в жизни. В младенчестве ребёнок часто улыбался, за что получил от родителей прозвище «Смайли», позднее сокращённое до «Майли». В 2008 году она официально сменила имя на Майли Рэй Сайрус; второе имя было данью уважения деду — политику-демократу Рональду Рэю Сайрусу из Кентукки. Крёстной матерью певицы стала кантри-исполнительница Долли Партон.
Несмотря на возражения звукозаписывающей компании её отца, родители Майли тайно поженились 28 декабря 1993 года, через год после её рождения. В этом браке у них родились ещё двое детей — сын Брейсон и дочь Ноа. От предыдущих отношений у матери певицы есть двое старших детей — Бренди и Трэйс. Со стороны отца у Майли есть единокровный брат Кристофер Коди, родившийся в апреле 1992 года и воспитывавшийся отдельно от семьи своей матерью, официанткой Кристин Лакки, в Южной Каролине.
Все братья и сёстры Майли по материнской линии связаны с индустрией развлечений. Трэйс является вокалистом и гитаристом электропоп-группы Metro Station. Ноа, как и Брейсон, занимается модельным бизнесом, музыкой и пишет песни, параллельно развивая актёрскую карьеру. Бренди ранее выступала в составе инди-рок-группы Frank + Derol, а сейчас работает профессиональным диджеем. Семья Сайрусов проживает на ферме, расположенной на территории площадью 500 акров в окрестностях Нашвилла.
Пока семья проживала в городке Томпсонс-Стейшен (Теннесси), Майли Сайрус посещала начальную школу Heritage Elementary в округе Уильямсон. Однако после того, как она получила роль в сериале «Ханна Монтана», семья переехала в Лос-Анджелес, и её обучение продолжилось в чартерной школе Options for Youth. Преподаватель занимался с ней индивидуально прямо на съёмочной площадке. Воспитанная в христианской традиции, Майли была крещена в церкви Южной баптистской конвенции перед переездом в Голливуд в 2005 году. В детстве она регулярно посещала церковные службы и носила кольцо непорочности.
В 2001 году, когда Майли было восемь лет, её семья временно перебралась в Торонто (Канада) на время съёмок сериала «Доктор» с участием её отца. После посещения мюзикла «Mamma Mia!» в постановке Mirvish Productions в Royal Alexandra Theatre, девочка, потрясённая спектаклем, сказала Билли Рэю Сайрусу: «Вот чем я хочу заниматься, папа. Я хочу быть актрисой». Это событие стало поворотным моментом в её жизни — в Торонто она начала брать уроки актёрского мастерства и вокала в студии Armstrong Acting Studio.
Её первая актёрская работа — эпизодическая роль Кайли в сериале отца «Доктор». В 2003 году она впервые была указана в титрах под своим настоящим именем (Дестини Хоуп Сайрус), сыграв Рути в фильме Тима Бёртона «Крупная рыба». В тот же период она прошла кастинг на роль в фильме «Приключения Шаркбоя и Лавы», где среди финалистов оказалась вместе с Тейлором Лотнером, но в итоге предпочла сниматься в «Ханне Монтане».
Карьерой юной актрисы и певицы занялась её мать, Тиш Сайрус, которая начала формировать профессиональную команду для дочери. Важную роль в этом сыграл Митчелл Госсет, руководитель молодёжного направления агентства Cunningham Escott Slevin Doherty, который считается одним из тех, кто «открыл» Майли и способствовал её успешному прослушиванию для «Ханны Монтаны». Позже к команде присоединился Джейсон Морей из Morey Management Group, рекомендованный Долли Партон для руководства музыкальной карьерой начинающей исполнительницы. Также в команду вошёл финансовый менеджер, ранее работавший с её отцом.

### 2006—2009. «Ханна Монтана» и ранние музыкальные релизы

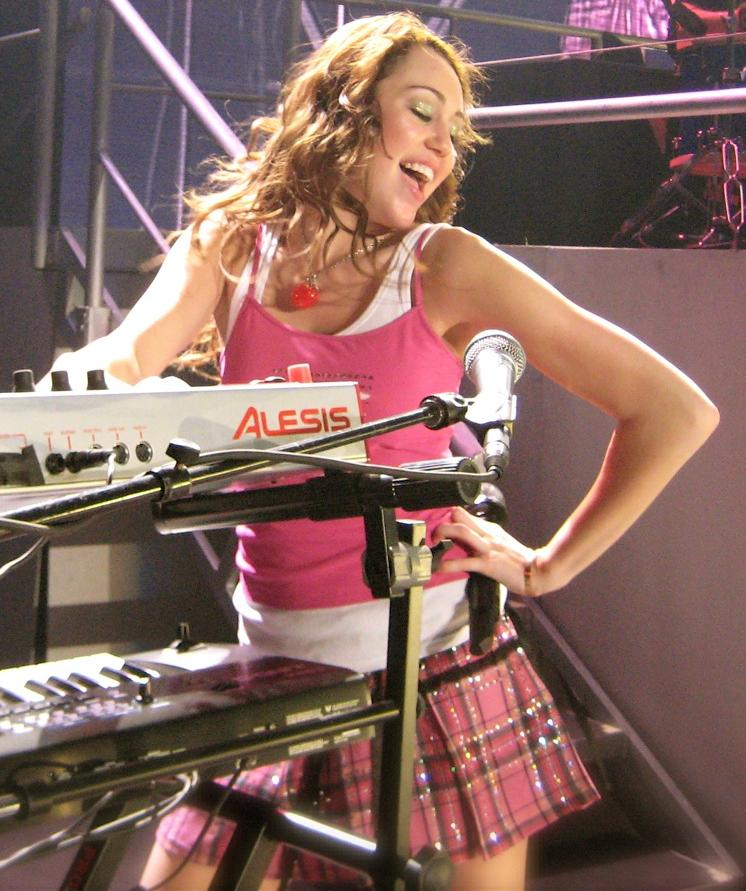
Выступление Майли в рамках тура Best of Both Worlds, 2007 год

В 13 лет Майли прошла кастинг на телевизионный сериал канала Disney Channel «Ханна Монтана». Изначально она пробовалась на роль лучшей подруги главной героини, однако благодаря своему комедийному таланту была приглашена на пробы для главной роли. Несмотря на первоначальный отказ из-за того, что она казалась создателям «слишком маленькой и юной» для этого образа, в итоге Сайрус получила роль благодаря своим вокальным данным и харизматичной игре. Премьера сериала состоялась в марте 2006 года и собрала рекордную для Disney Channel аудиторию, вскоре войдя в число самых рейтинговых проектов основного кабеля. Успех сериала закрепил за Сайрус статус «кумира подростков». В сентябре того же года она отправилась в тур с группой «Чита Гёрлз» в образе Ханны Монтаны, исполняя песни из первого сезона. В октябре Walt Disney Records выпустил саундтрек, записанный от имени её персонажа. Альбом получил признание как у критиков, так и у публики, возглавив Billboard 200 и разойдясь тиражом более трёх миллионов копий по всему миру. Этот релиз также сделал Сайрус первым артистом в истории Disney, чья деятельность охватила телевидение, кино, музыкальную индустрию и мерчандайзинг одновременно.
Позже Сайрус подписала контракт с Hollywood Records на выпуск четырёх альбомов, не связанных с саундтреками к сериалу. В июне 2007 года вышел её двухдисковый альбом Hannah Montana 2: Meet Miley Cyrus: первый диск представлял собой второй саундтрек от имени Ханны Монтаны, а второй стал дебютной сольной пластинкой певицы. Этот релиз также достиг вершины Billboard 200 и превысил отметку в три миллиона проданных копий. Спустя несколько месяцев после выхода альбома сингл «See You Again» (2007) возглавил чарты и был сертифицирован как двукратно платиновый в США с тиражом более двух миллионов копий. В том же году Сайрус записала совместный трек с отцом — «Ready, Set, Don’t Go» (2007).
Далее последовал её масштабный тур Best of Both Worlds Tour (2007—2008), который стал одним из самых кассовых в истории: представители Ticketmaster отметили, что подобного ажиотажа не наблюдалось «со времён The Beatles или Элвиса Пресли». Успех тура привёл к выходу в прокат концертного фильма «Ханна Монтана и Майли Сайрус: Концертный тур „Две жизни“» (2008), снятого в формате 3D. Сначала проект планировали показать в ограниченном формате, но его успех у зрителей заставил продлить демонстрацию в кинотеатрах.

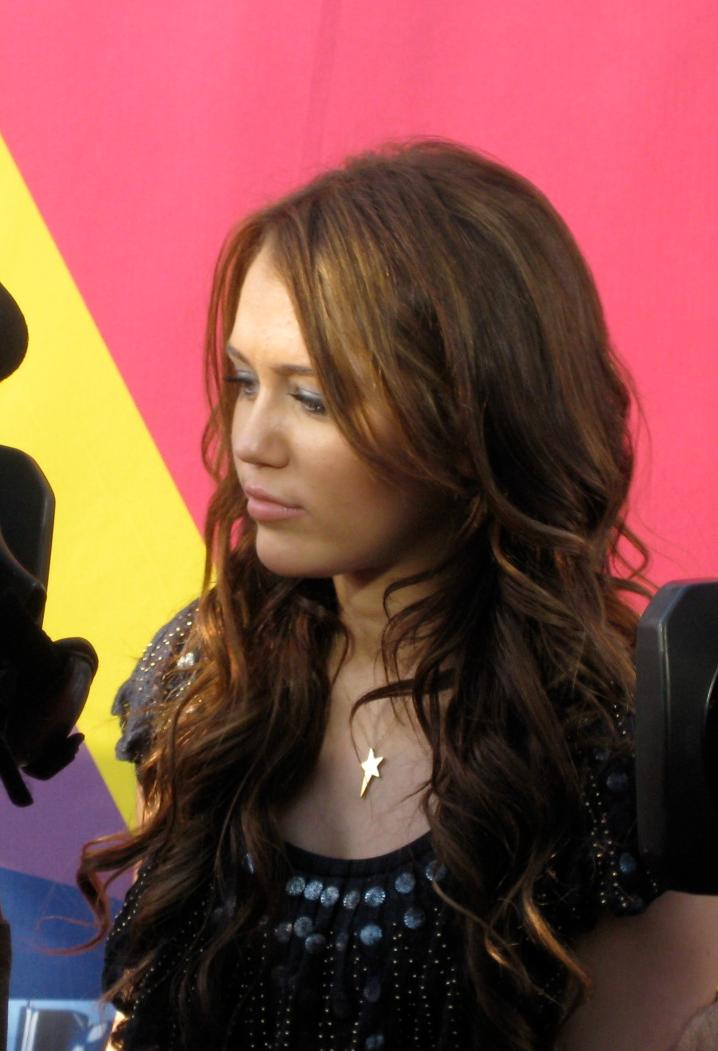
Сайрус на церемонии MTV Video Music Awards 2008

В феврале 2008 года Сайрус и её подруга Мэнди Жиру начали выкладывать на YouTube юмористические видео под названием The Miley and Mandy Show, которые быстро собрали многомиллионную аудиторию. В апреле того же года в сеть попали личные фотографии Сайрус в нижнем бельё и купальнике, украденные взломщиком из её почтового аккаунта. Ещё больший резонанс вызвали сообщения о том, что 15-летняя Сайрус снялась топлес на фотосессии Энни Лейбовиц для Vanity Fair. Позднее газета The New York Times внесла ясность: хотя на снимке казалось, что Сайрус обнажена, на самом деле она была прикрыта простынёй и не оголяла грудь.
Несмотря на скандалы, карьера Сайрус продолжала развиваться. В июне 2008 года вышел её второй сольный альбом Breakout, который не только побил её личные рекорды по продажам в первую неделю, но и стал её третьим диском, возглавившим Billboard 200. В том же году состоялся её дебют в полнометражном кино: она озвучила главную героиню в анимационном фильме «Вольт» (2008), где её партнёром стал Джон Траволта. Для картины Сайрус также написала песню «I Thought I Lost You», исполненную дуэтом с Траволтой. Фильм получил положительные отзывы критиков и принёс Сайрус номинацию на «Золотой глобус» за лучшую песню.
В марте 2009 года Сайрус выпустила сингл «The Climb» — саундтрек к фильму «Ханна Монтана: Кино». Композиция стала кроссоверным хитом, покорившим как поп-, так и кантри-чарты, а сам саундтрек принёс Сайрус её четвёртый номер один в Billboard 200, сделав её самой молодой исполнительницей в истории, достигшей такого результата к 16 годам. В июле 2009 года вышел четвёртый альбом в рамках франшизы «Ханна Монтана», дебютировавший на второй строчке чарта. Тогда же Сайрус запустила свою первую линию одежды Miley Cyrus & Max Azria в сотрудничестве с Walmart, а её сингл «Party in the U.S.A.» (2009) и мини-альбом The Time of Our Lives (2009) стали частью промокампании. Сама певица охарактеризовала этот релиз как «переходный», отметив, что он должен подготовить слушателей к её новому звучанию. «Party in the U.S.A.» стал одним из её самых успешных синглов и визитной карточкой.
Осенью 2009 года Сайрус отправилась в свой первый мировой тур Wonder World Tour, который получил восторженные отзывы и собрал аншлаги. В декабре того же года она выступила перед королевой Елизаветой II и другими членами британской королевской семьи на Royal Variety Performance. По итогам 2009 года Billboard признал Сайрус четвёртой по коммерческому успеху певицей.

### 2010—2012. Новый имидж сCan’t Be Tamedи сосредоточение на актёрской карьере

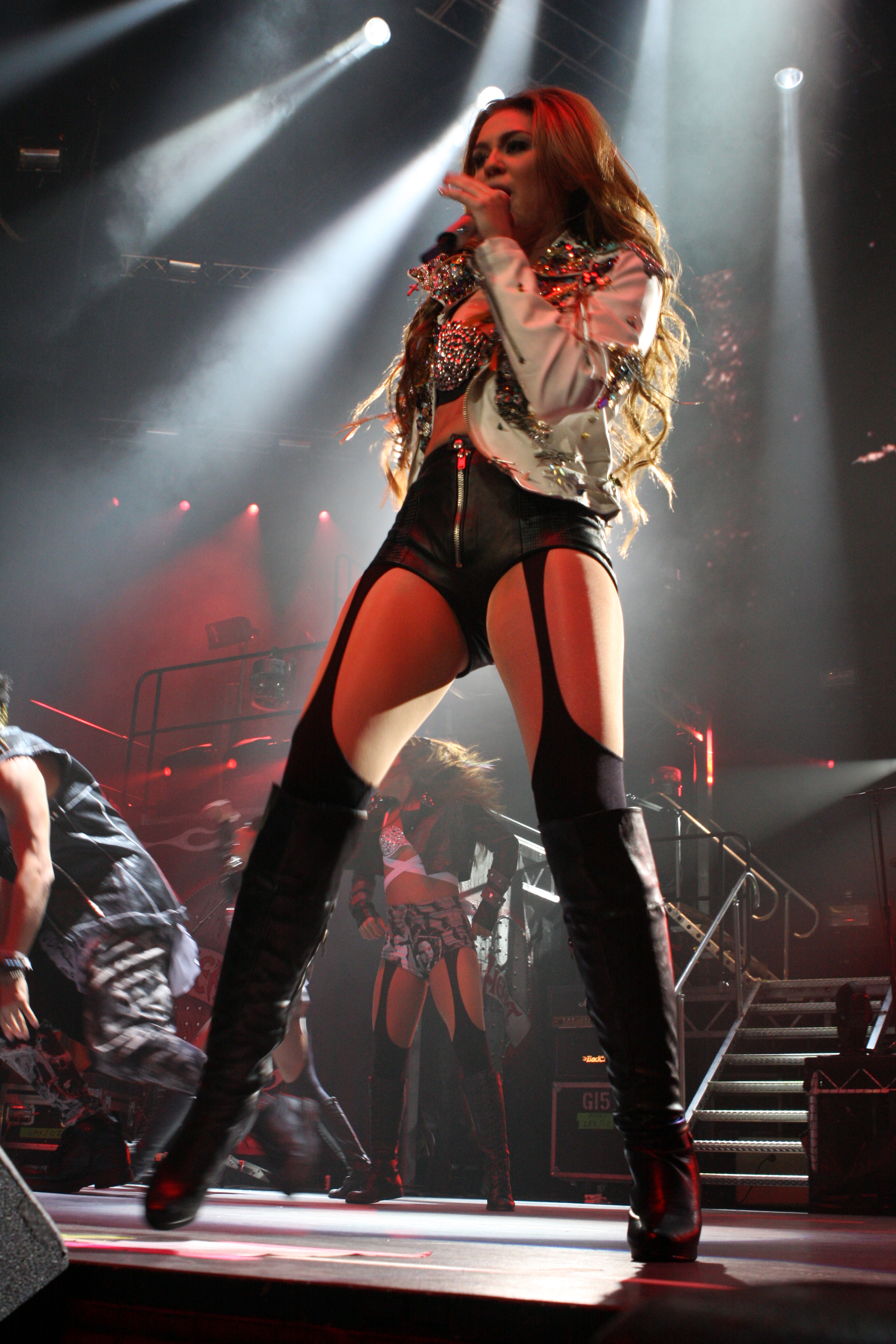
Выступление Сайрус в рамках тура Gypsy Heart Tour, 2011 год

Стремясь создать более взрослый образ, Сайрус снялась в фильме «Последняя песня» (2010), основанном на романе Николса Спаркса. Несмотря на негативные отзывы критиков, картина добилась коммерческого успеха. Дальнейшие попытки изменить свой имидж Сайрус предприняла с выходом её третьего студийного альбома Can’t Be Tamed (2010), в котором доминировала танцевальная музыка, заметно отличавшаяся от её предыдущих работ. Этот релиз вызвал значительный резонанс из-за откровенных текстов и провокационных выступлений певицы. Альбом разошёлся тиражом 106 тысяч копий в первую неделю, но впервые в карьере Сайрус не смог возглавить американский чарт Billboard 200. В октябре того же года она выпустила последний саундтрек к сериалу «Ханна Монтана», который оказался менее успешным по сравнению с её предыдущими работами, заняв скромные позиции в музыкальных рейтингах.
В декабре 2010 года Сайрус вновь оказалась в центре скандала после публикации видео, на котором 18-летняя певица курит шалфей через бонг. Несмотря на это, по итогам года она заняла тринадцатое место в списке Forbes Celebrity 100. В апреле 2011 года Сайрус отправилась в мировой тур Gypsy Heart Tour, исключив из маршрута Северную Америку, объяснив это решение желанием выступать только там, где чувствует «наибольшую поддержку» после череды скандалов. Вскоре после выхода Can’t Be Tamed она разорвала контракт с Hollywood Records. Завершив свои обязательства по проекту «Ханна Монтана», Сайрус объявила о перерыве в музыкальной карьере, чтобы сосредоточиться на актёрской работе, а также подтвердила, что не планирует получать высшее образование.
В марте 2011 года Сайрус выступила ведущей выпуска Saturday Night Live, где с юмором обыграла свои недавние скандалы. В ноябре того же года стало известно, что она озвучит Мэйвис в анимационном фильме «Монстры на каникулах», однако к февралю 2012 года её заменили Селеной Гомес. Изначально Сайрус объяснила свой уход с проекта желанием сосредоточиться на музыке, но позже выяснилось, что настоящей причиной стал инцидент с тортом в виде фаллоса, который она подарила своему тогдашнему парню Лиаму Хемсворту на день рождения. Усугубило ситуацию то, что певица демонстративно лизнула торт на публике. В том же году она появилась в эпизоде шоу Punk’d на MTV вместе с Келли Осборн и Хлои Кардашьян, а также сыграла главную роль в независимом фильме «Лето. Одноклассники. Любовь» в дуэте с Деми Мур. Картина вышла ограниченным прокатом и потерпела неудачу как у критиков, так и в прокате. Несколько успешнее оказалась её следующая работа — комедийный боевик «Агент под прикрытием» (2012), где Сайрус исполнила роль сотрудницы ФБР, внедрённой в университетское сообщество.
В течение весны и лета 2012 года Сайрус выпустила на YouTube серию акустических выступлений под названием Backyard Sessions, в которых исполняла кавер-версии любимых песен. Тогда же она сотрудничала с продюсерским дуэтом Rock Mafia, записав для них трек «Morning Sun» (2012), распространявшийся бесплатно, а ранее снявшись в клипе на их дебютный сингл «The Big Bang» (2010). Кроме того, она приняла участие в записи композиции «Decisions» (2012) израильского дэтстеп-музыканта Borgore и появилась вместе с Хемсвортом в провокационном видеоклипе. Параллельно Сайрус сыграла эпизодическую роль в ситкоме «Два с половиной человека» на CBS. В этот же период она радикально сменила имидж, сменив свои привычные длинные каштановые волосы на короткую блондинистую стрижку, заявив, что это помогло ей «почувствовать себя собой» и «кардинально изменило жизнь».

### 2013—2015.BangerzиMiley Cyrus & Her Dead Petz

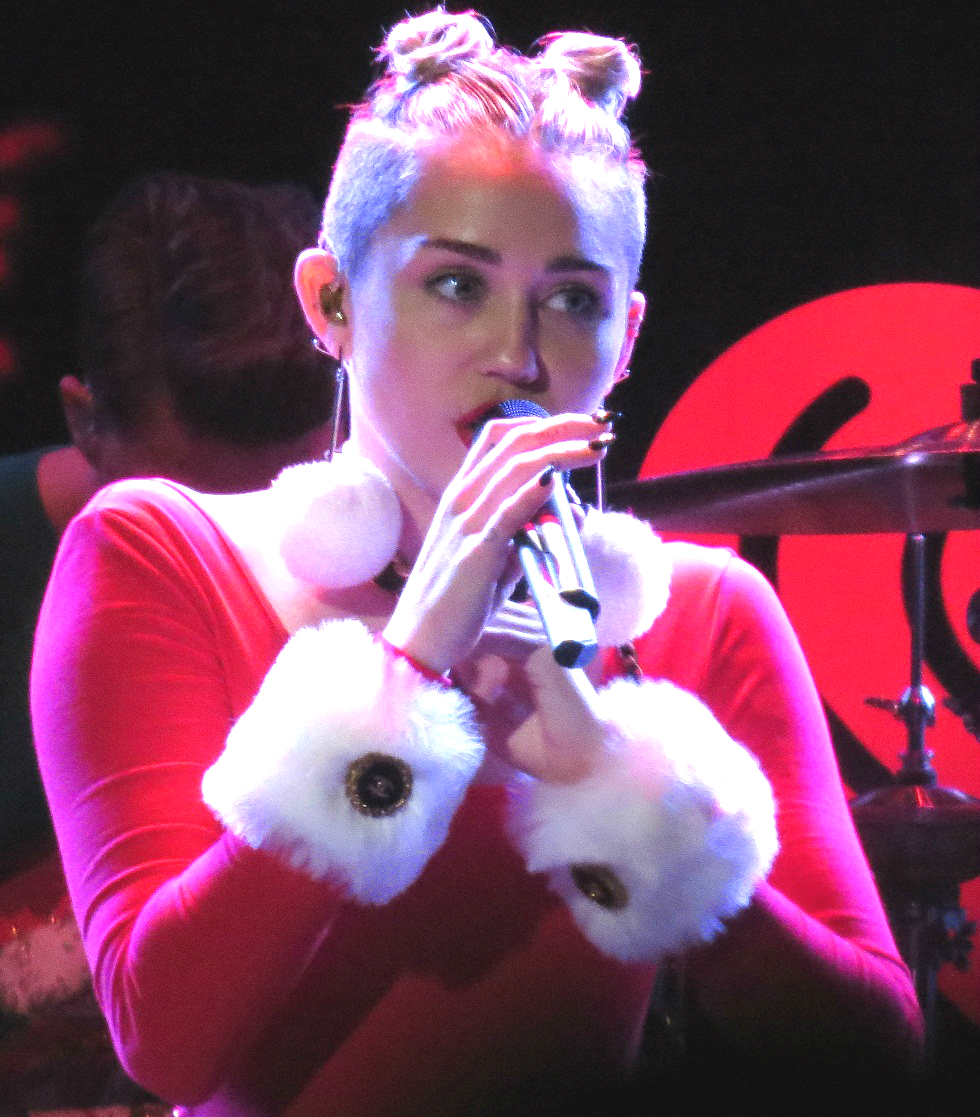
Выступление Сайрус на ежегодном концерте KIIS-FM Jingle Ball, 2013 год

В 2013 году Сайрус назначила своим менеджером Ларри Рудольфа, известного по работе с Бритни Спирс. В том же году было подтверждено, что певица подписала контракт с лейблом RCA Records для своих будущих релизов. При работе над четвёртым студийным альбомом она сотрудничала с продюсерами Фарреллом Уильямсом и Mike Will Made It, что привело к созданию звучания с заметным влиянием хип-хопа. В этот период Сайрус также активно участвовала в совместных проектах с другими исполнителями: её голос можно услышать в треке «Ashtrays and Heartbreaks» (2013) Snoop Lion, который стал ведущим синглом его альбома Reincarnated. Кроме того, она записала промосингл «Fall Down» совместно с will.i.am и приняла участие в записи песни «Twerk» Lil Twist при участии Джастина Бибера, но трек так и не был официально выпущен по неизвестным причинам и утёк в Сеть. Позже, 23 мая 2013 года, стало известно о её участии в сингле «23» Mike Will Made It, записанном совместно с Wiz Khalifa и Juicy J. Трек достиг 11-го места в Hot 100 и к концу года разошёлся тиражом более миллиона копий.
3 июня 2013 года Сайрус выпустила сингл «We Can’t Stop», позиционировавшийся как её возвращение на музыкальную сцену. Песня добилась глобального коммерческого успеха, возглавив чарты в ряде стран, включая Великобританию. Клип на этот трек побил рекорд сервиса Vevo по количеству просмотров за первые 24 часа после релиза и стал первым видео на платформе, преодолевшим отметку в 100 миллионов просмотров. Ещё большего внимания удостоилось её выступление вместе с Робином Тиком на церемонии MTV Video Music Awards 2013. Критики назвали номер «провокационным» и «неловким», особенно выделяя сцену с имитацией сексуальных действий при помощи надувного пальца. В тот же день состоялся релиз второго сингла из её альбома Bangerz — композиции «Wrecking Ball». Видео, в котором Сайрус предстала обнажённой, раскачивающейся на шаровом таране, собрало более 19 миллионов просмотров за сутки и вызвало волну дискуссий. Так, певица Шинейд О’Коннор обвинила певицу в эксплуатации собственного образа, заявив, что «такие действия затмевают её талант, превращая её либо в жертву музыкальной индустрии, либо в добровольного участника этого процесса». Тем не менее сингл стал первым в карьере Сайрус, возглавившим Billboard Hot 100, где он удерживал лидерство три недели подряд; общие продажи превысили два миллиона копий.
2 октября 2013 года MTV представил документальный фильм Miley: The Movement, посвящённый записи её четвёртого студийного альбома Bangerz, релиз которого состоялся 4 октября. Альбом добился значительного коммерческого успеха, дебютировав на первой строчке Billboard 200 с продажами в 270 тысяч копий за первую неделю. 5 октября Сайрус во второй раз выступила в роли ведущей шоу Saturday Night Live. В ноябре того же года она приняла участие в записи трека «Real and True» рэпера Фьючера при участии Mr Hudson. В конце 2013 года MTV назвал её «Артистом года», подчеркнув её влияние на поп-культуру.  

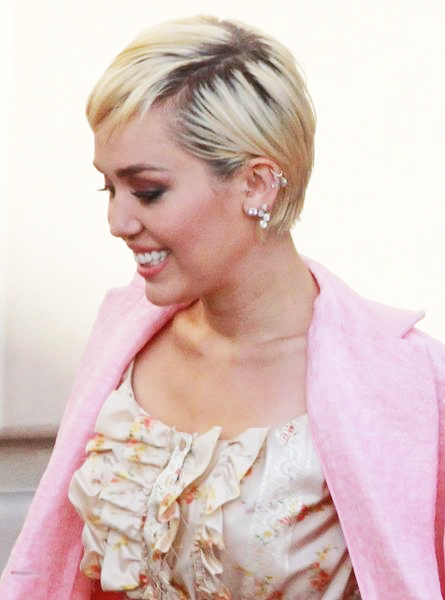
Майли на церемонии Зала славы рок-н-ролла, 2015 год

29 января 2014 года Сайрус представила акустический концерт в рамках программы MTV Unplugged, где исполнила композиции из Bangerz вместе со специальной гостьей — Мадонной. Этот выпуск стал самым рейтинговым за последнее десятилетие, собрав более 1,7 миллиона просмотров. Помимо музыки, Сайрус стала лицом весенней кампании Marc Jacobs 2014 года, снявшись вместе с Натали Уэстлинг и Эсмеральдой Си-Рейнольдс. В том же году она отправилась в Bangerz Tour — турне, вызвавшее неоднозначную реакцию, но в целом получившее одобрение критиков. Однако во время гастролей певицу постигли личные трудности: её собака породы аляскинский кли-кай погибла в результате нападения койота, а спустя две недели у Сайрус случилась тяжёлая аллергическая реакция на антибиотик цефалексин, прописанный для лечения синусита. Это привело к её госпитализации в Канзас-Сити и временной отмене части концертов в США, но после двухнедельного перерыва она возобновила тур, начав с европейского этапа.
Параллельно с гастролями Сайрус сотрудничала с группой The Flaming Lips, участвуя в их кавер-версии альбома The Beatles Sgt. Pepper’s Lonely Hearts Club Band под названием With a Little Help from My Fwends. Вместе с лидером коллектива Уэйном Койном она также начала работу над своим пятым студийным альбомом, заявив, что не станет торопиться с релизом, пока не будет уверена в готовности материала. Койн охарактеризовал их совместное творчество как «более мудрую, меланхоличную и искреннюю версию» её поп-музыки, сравнив звучание с Pink Floyd и Portishead. В этот же период Сайрус снялась в эпизодических ролях в фильмах «Рождество» и «Очень мюрреевское Рождество».
В 2015 году появились сообщения о том, что Сайрус работает сразу над двумя альбомами, один из которых она планировала выпустить бесплатно. Её менеджер подтвердил эту информацию, добавив, что певица готова разорвать контракт с RCA Records, если лейбл воспротивится такому решению. В августе того же года Сайрус выступила в качестве ведущей MTV Video Music Awards. В финале шоу она неожиданно представила свою новую песню «Dooo It!», а затем анонсировала выход альбома Miley Cyrus & Her Dead Petz — релиз стал доступен для бесплатного прослушивания на SoundCloud. Этот проект, созданный преимущественно самой Сайрус в соавторстве с The Flaming Lips, был описан как экспериментальный и психоделический, сочетающий элементы психоделического попа, рока и альт-попа.

### 2016—2017. ШоуThe VoiceиYounger Now

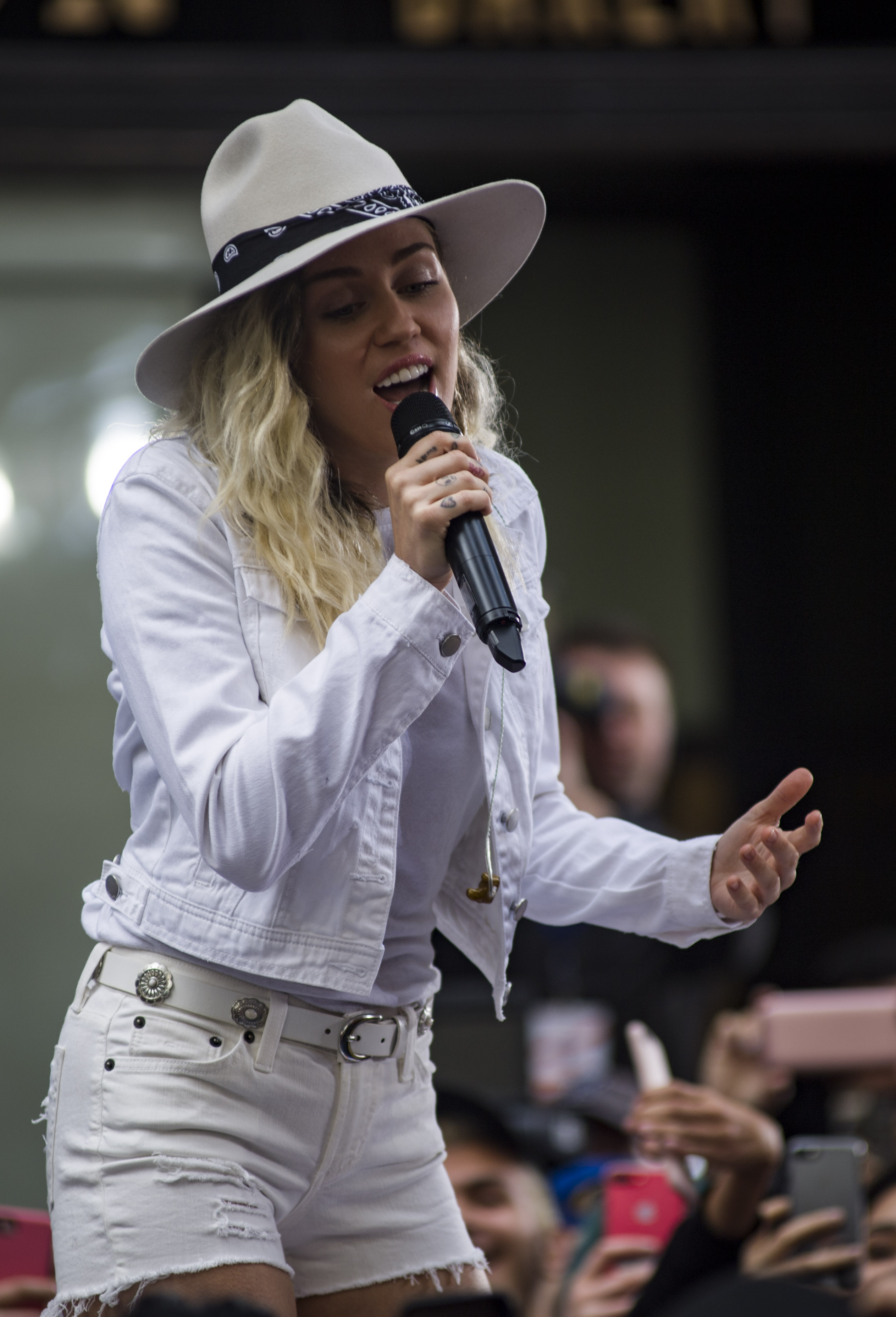
Выступление Сайрус на The Today Show, 2017 год

В 2015 году, после выхода пятого студийного альбома, Сайрус приступила к работе над шестым. В этот период она также стала главным советником 10-го сезона вокального шоу The Voice. В марте 2016 года певица официально присоединилась к 11-му сезону шоу в качестве наставницы, заменив Гвен Стефани, и таким образом стала самым молодым тренером за всю историю проекта. Параллельно с этим в сентябре того же года Сайрус сыграла одну из ролей в комедийном сериале Вуди Аллена «Кризис в шести сценах», созданном для Amazon Studios. Её персонаж — радикальная активистка, которая скрывается от полиции и вносит разлад в жизнь консервативной семьи 1960-х годов. Кроме того, 17 сентября она исполнила кавер на песню Боба Дилана «Baby, I’m In the Mood for You» в программе The Tonight Show Starring Jimmy Fallon. Ещё одним её творческим опытом стало камео в фильме «Стражи Галактики. Часть 2», вышедшем в мае 2017 года, где она подарила голос персонажу по имени Мэйнфрейм.
11 мая 2017 года Сайрус выпустила сингл «Malibu», ставший ведущим треком её шестого альбома. Песня дебютировала на 64-й строчке чарта Billboard Hot 100, а через неделю поднялась до десятой позиции. 9 июня, после исполнения на благотворительном концерте One Love Manchester, был выпущен промосингл «Inspired». 8 августа певица объявила, что её новый альбом получит название Younger Now и выйдет 29 сентября. Одноимённый трек, выпущенный 18 августа в качестве второго сингла, достиг 79-го места в Hot 100. 27 августа Сайрус представила эту композицию на церемонии MTV Video Music Awards, а 15 сентября в рамках BBC Radio 1 Live Lounge исполнила «Malibu», «Younger Now», «See You Again», «Party in the U.S.A.» и кавер на хит Роберты Флэк «The First Time Ever I Saw Your Face».
2 октября, участвуя в недельном музыкальном марафоне The Tonight Show Starring Jimmy Fallon, Сайрус впервые с 2011 года исполнила песню «The Climb», а также кавер на композицию Дайдо «No Freedom» в память о жертвах стрельбы в Лас-Вегасе. Впоследствии «The Climb» звучала на благотворительных мероприятиях и акциях протеста, включая Марш за наши жизни в Вашингтоне. В том же году Сайрус вернулась на шоу The Voice после годичного перерыва в качестве наставницы в 13-м сезоне, однако 5 октября заявила, что не будет участвовать в 14-м. 30 октября она сообщила, что не планирует выпускать новые синглы с Younger Now и отменяет концертный тур в его поддержку.

### 2018—2019.She Is Comingи «Чёрное зеркало»

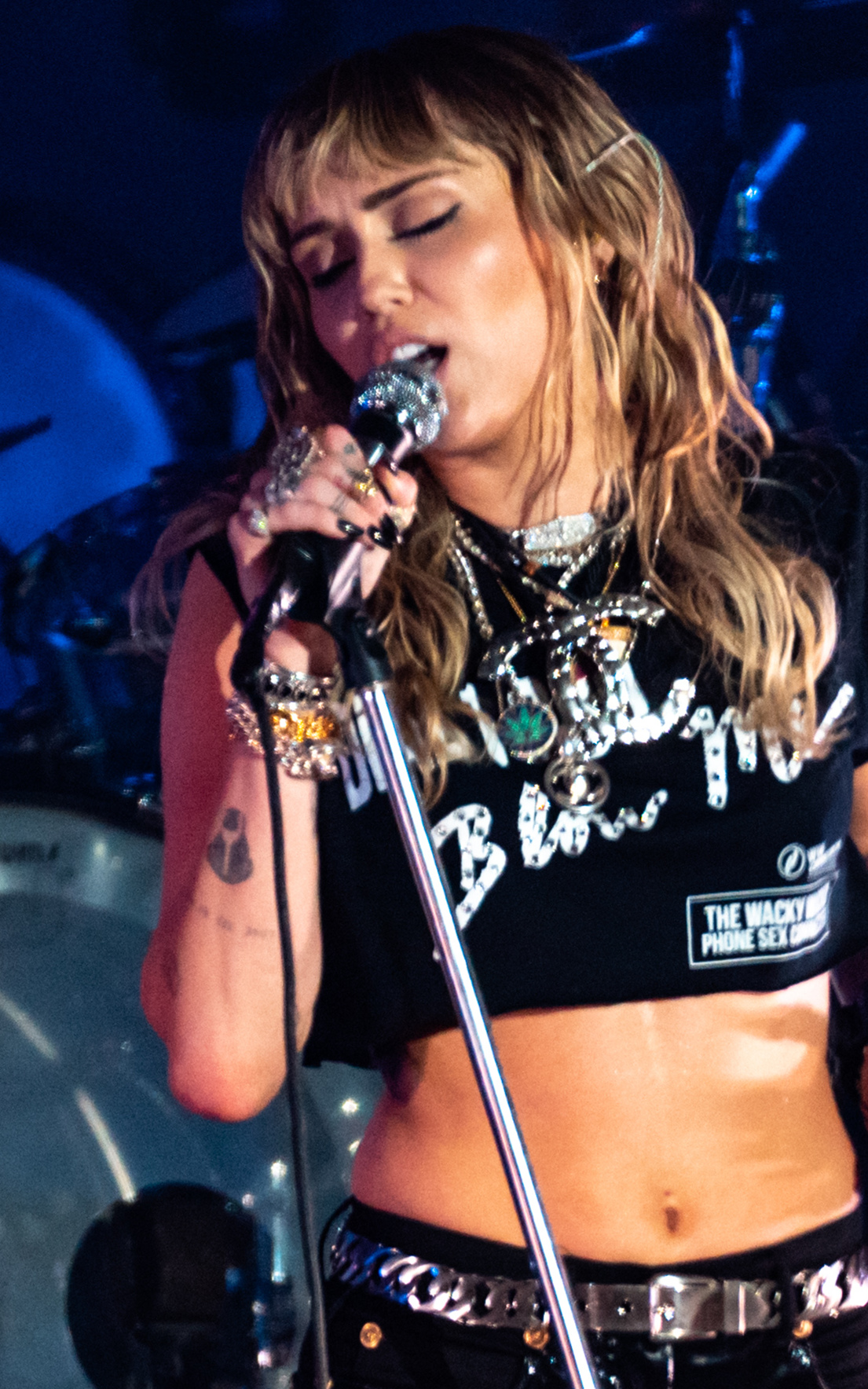
Сайрус на фестивале Primavera Sound, 2019 год

Ещё до выхода альбома Younger Now в сентябре 2017 года Майли заявила, что уже записала две песни для следующей пластинки. В работе над её седьмым студийным альбомом приняли участие как давний коллега Mike Will Made It, так и новые соавторы — Марк Ронсон и Эндрю Уайатт. Первый совместный трек Сайрус и Ронсона, «Nothing Breaks Like a Heart», вошедший в альбом Late Night Feelings (2019), был выпущен 29 ноября 2018 года и добился значительного коммерческого успеха, особенно в Европе. Композиция заняла второе место в чартах Великобритании и Ирландии, а также возглавила хит-парады в ряде восточноевропейских стран, включая Венгрию и Хорватию.
В начале 2019 года Сайрус привлекла внимание своими кавер-версиями. Уже в 2018 году она участвовала в церемонии «Персона года MusiCares», посвящённом Fleetwood Mac, а год спустя вернулась на эту сцену, чтобы почтить творчество своей крёстной Долли Партон. Вместе с канадским исполнителем Шоном Мендесом она исполнила «Islands in the Stream», а через несколько дней дуэт повторил совместное выступление на 61-й церемонии вручения наград премии «Грэмми», где прозвучала песня «In My Blood». Среди других каверов Сайрус того периода: версия хита Арианы Гранде «No Tears Left to Cry», записанная для BBC Radio Live Lounge; участие в трибьют-концерте Криса Корнелла I Am The Highway, где она исполнила «As Hope & Promise Fade»; кавер на композицию Элтона Джона «Don’t Let the Sun Go Down on Me», вошедший в трибьют-альбом Revamp: Reimagining the Songs of Elton John & Bernie Taupin. Кроме того, в 2018 году Сайрус выступила на концерте I’m Still Standing: A Grammy Salute to Elton John, представив свою интерпретацию песни «The Bitch Is Back».
31 мая 2019 года Сайрус объявила в Twitter, что её седьмой студийный альбом получит название She Is Miley Cyrus и будет состоять из трёх мини-альбомов по шесть песен в каждом, которые выйдут перед полноформатным релизом: She Is Coming (31 мая), She Is Here (летом) и She Is Everything (осенью). Первый из них, включавший совместные треки с Ру Полом, Swae Lee, Mike Will Made It и Ghostface Killah, дебютировал на пятой строчке Billboard 200 с 36 000 альбомных эквивалентных единиц, а ведущий сингл «Mother’s Daughter» занял 54-е место в Billboard Hot 100. Ремикс Wuki на эту композицию был номинирован на «Грэмми» в категории «Лучший неклассический ремикс», а оригинальный клип получил две награды MTV Video Music Awards. В поддержку мини-альбома Сайрус отправилась в летнее турне по Европе, выступив на крупнейших фестивалях Glastonbury и Primavera Sound.

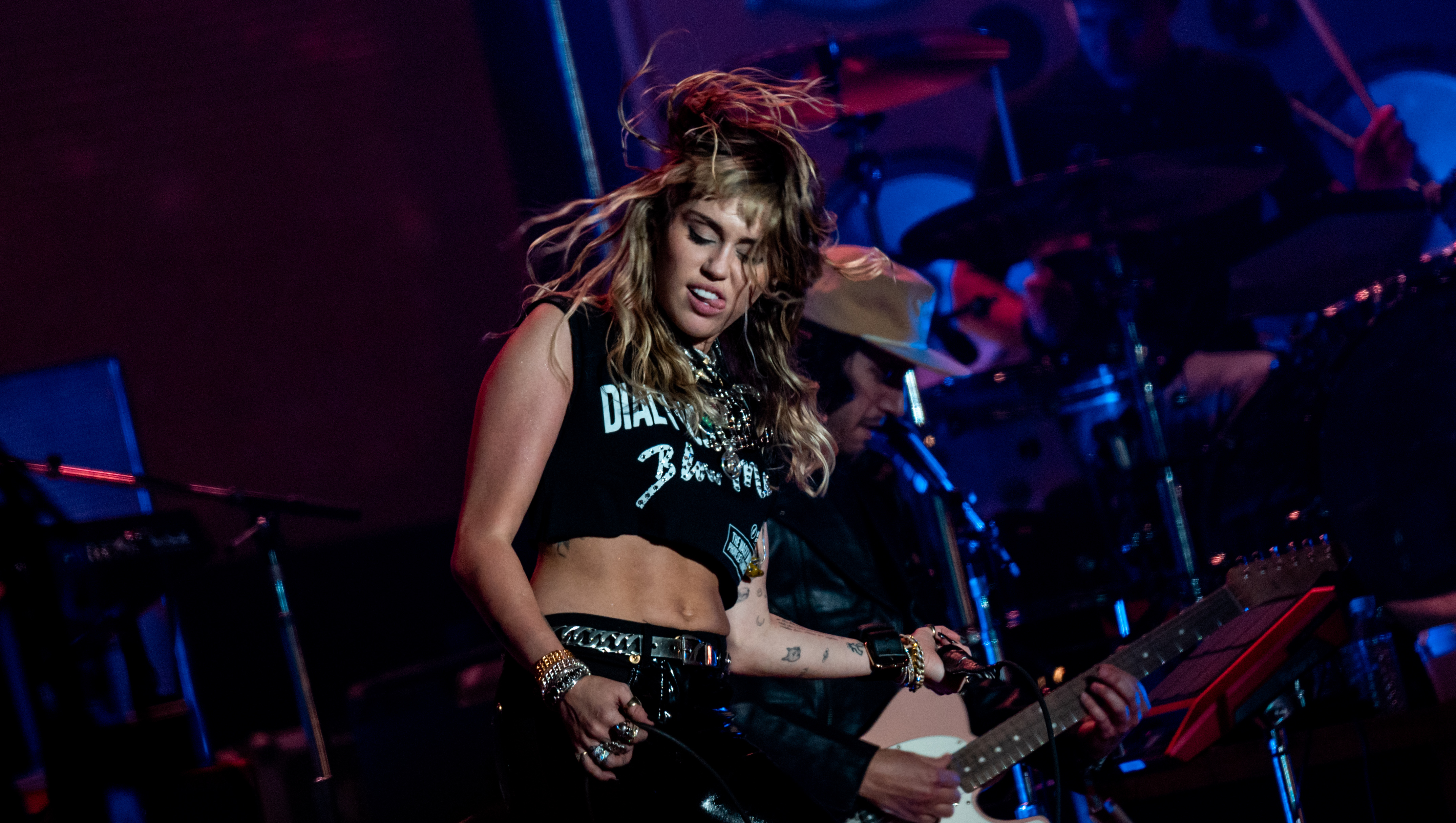
Сайрус на фестивале Primavera Sound

В июне 2019 года Сайрус появилась в эпизоде «Рэйчел, Джек и Эшли Два» научно-фантастического сериала «Чёрное зеркало» от Netflix. Съёмки проходили в Южной Африке в ноябре 2018 года, а премьера состоялась 5 июня 2019 года. В этом эпизоде Сайрус сыграла роль вымышленной поп-звезды Эшли О, а также озвучила её куклу-ассистента с искусственным интеллектом — Эшли Два. Сюжетная линия, затрагивающая тему контроля над артистом, вызвала сравнения с ситуацией вокруг Бритни Спирс и движением Free Britney, которое Сайрус публично поддерживала. 13 июня вышел клип на песню «On a Roll», звучавшую в эпизоде, а на следующий день трек и его би-сайд «Right Where I Belong» стали доступны на цифровых платформах.
27 июня стало известно о сотрудничестве Сайрус с Арианой Гранде и Ланой Дель Рей — они записали «Don’t Call Me Angel», заглавный сингл саундтрека к фильму «Ангелы Чарли» (2019). Композиция вышла 13 сентября. В августе того же года Сайрус выпустила «Slide Away» — первую песню, написанную после расставания со своим тогдашним супругом Лиамом Хемсвортом. Текст содержал намёки на их разрыв, включая строки «Двигайся дальше, нам не по 17 лет / Я уже не та, кем была раньше». В сентябре вышел клип, дополняющий нарратив расставания символичными образами — например, плавающей в бассейне игральной картой (десятка червей), олицетворяющей конец 10-летних отношений.

### 2020—2022.Plastic Heartsи телевизионные проекты
14 августа 2020 года Майли выпустила ведущий сингл из своего седьмого студийного альбома — композицию «Midnight Sky» — и объявила об отмене запланированных мини-альбомов She Is Here и She Is Everything. Это решение было связано с серьёзными переменами в её жизни, которые не соответствовали первоначальной концепции проекта, включая развод с Хемсвортом и потерю их общего дома во время лесных пожаров в Калифорнии. «Midnight Sky» стал её самым успешным сольным синглом после «Malibu» (2017), достигнув 14-й позиции в  Billboard Hot 100. В Великобритании песня поднялась до пятого места в UK Singles Chart. Позже трек был объединён в мэшап с композицией Стиви Никс «Edge of Seventeen». 

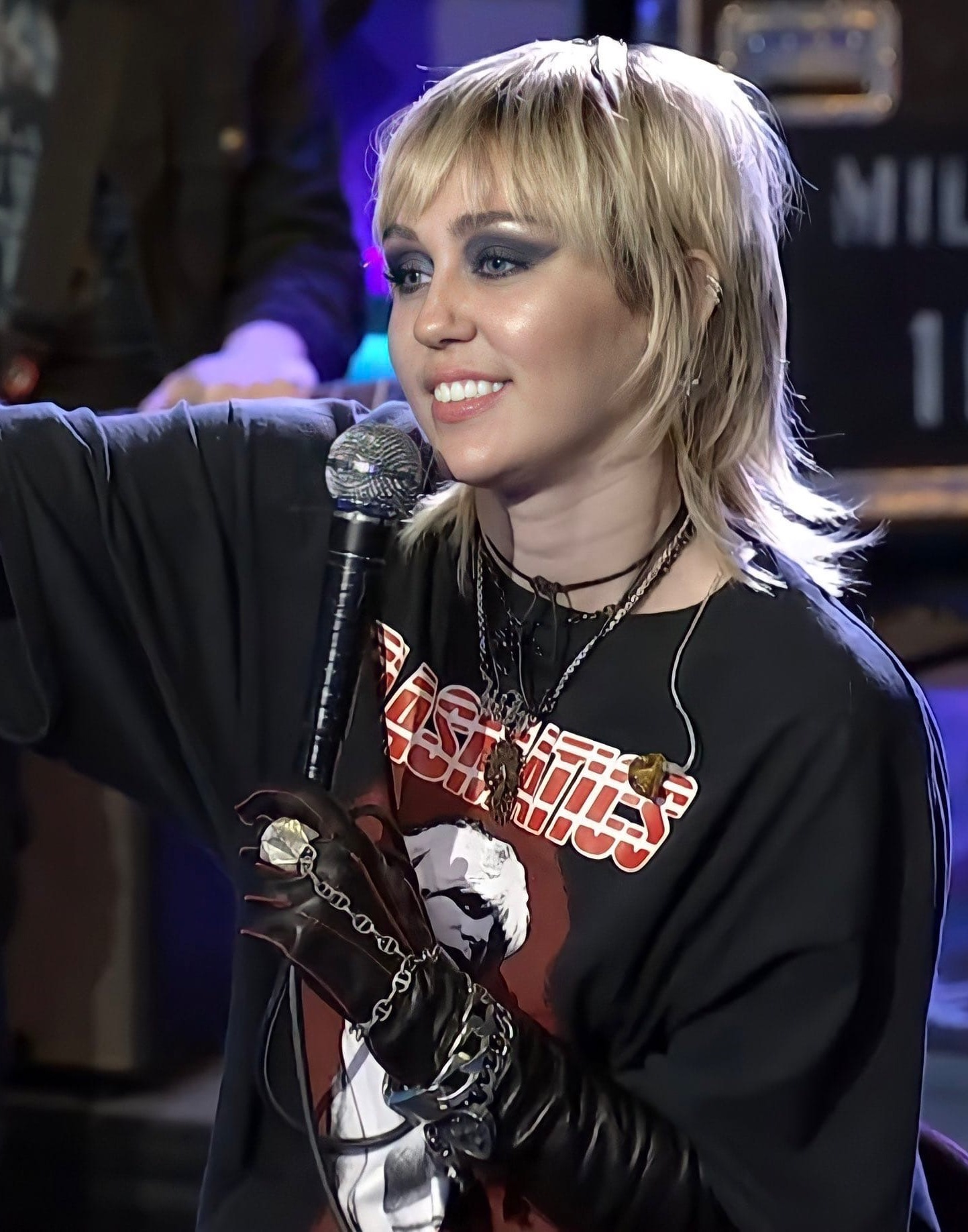
Сайрус даёт интервью в поддержку Plastic Hearts, 2020 год

В октябре того же года Сайрус представила третий выпуск Backyard Sessions на MTV и через Instagram анонсировала выход нового альбома Plastic Hearts, запланированного на 27 ноября 2020 года. Изначально пластинка должна была завершить серию мини-альбомов под названием She Is Miley Cyrus. Альбом получил положительные отзывы критиков и дебютировал на второй строчке Billboard 200 с 60 000 проданных копий, став двенадцатым релизом певицы в топ-10 этого чарта. Этот результат позволил Сайрус установить рекорд по количеству альбомов, вошедших в топ-5 Billboard 200 среди исполнительниц в XXI веке. Plastic Hearts ознаменовал её переход к рок- и глэм-рок-звучанию и породил ещё два сингла: «Prisoner» при участии британской певицы Дуа Липы и «Angels like You», занявшие в UK Singles Chart 8-ю и 66-ю позиции соответственно. В альбоме также присутствовали совместные работы с Билли Айдолом и Джоан Джетт. Благодаря популярности записанных вживую каверов на песни «Heart of Glass» (Blondie) и «Zombie» (The Cranberries), Сайрус включила их в окончательную версию релиза.
В феврале 2021 года певица выступила на предварительном шоу перед Супербоулом LV в Тампе, организованном TikTok для 7500 вакцинированных медработников. Концерт транслировался на платформе TikTok и канале CBS, а его фрагменты вошли в клип «Angels like You». В марте Сайрус покинула лейбл RCA и подписала контракт с Columbia Records, входящей в ту же музыкальную группу Sony Music. Тогда же, несмотря на прошлые заявления о кризисе идентичности из-за роли Ханны Монтаны, она опубликовала открытое письмо к этому персонажу в честь 15-летия сериала, что породило слухи о возможном возрождении проекта. 23 апреля 2021 года The Kid Laroi выпустил ремикс своего сингла «Without You» с участием Сайрус. Кроме того, 3 апреля она выступила на Мужском баскетбольном турнире первого дивизиона NCAA в Индианаполисе перед зрителями из числа медицинских работников.
В мае 2021 года Сайрус заключила всеобъемлющее соглашение с NBCUniversal, включая договор о приоритетном сотрудничестве со своей продюсерской компанией Hopetown Entertainment. В рамках этого партнёрства она должна была разрабатывать проекты для медиаплатформ компании, а также сняться в трёх специальных выпусках. Первым проектом по этой сделке стал концертный спецвыпуск Stand By You Pride, посвящённый теме ЛГБТК+, который вышел в июне на стриминговом сервисе Peacock.
В том же месяце Сайрус представила кавер на песню Metallica «Nothing Else Matters», вошедший в трибьют-альбом The Metallica Blacklist, выпущенный к 30-летию оригинального альбома группы. В записи трека приняли участие Элтон Джон (фортепиано), Йо-Йо Ма (виолончель) и Чэд Смит из Red Hot Chili Peppers (ударные). Изначально певица анонсировала альбом с каверами на Metallica ещё в октябре 2020 года, а эту композицию уже исполняла на фестивале Glastonbury.
Для продвижения Plastic Hearts Сайрус планировала концертный тур, однако из-за пандемии его пришлось отложить. Тем не менее летом 2021 года она выступила хедлайнером на нескольких крупных фестивалях, включая Austin City Limits Music Festival, Lollapalooza и Music Midtown. В октябре она анонсировала на начало 2022 года тур по Южной Америке. Вторым проектом в сотрудничестве с NBCUniversal стал новогодний спецвыпуск Miley’s New Year’s Eve Party, который Сайрус провела вместе с Питом Дэвидсоном из Saturday Night Live и выступила его исполнительным продюсером. В шоу приняли участие 24kGoldn, Анитта, Билли Джо Армстронг, Брэнди Карлайл, Джек Харлоу и другие.
В феврале 2022 года Сайрус отправилась в тур Attention Tour в поддержку Plastic Hearts, охвативший Северную, Южную и Центральную Америку. Это был её первый южноамериканский тур с 2011 года. Завершив его 26 марта, она уже 1 апреля выпустила третий концертный альбом Attention: Miley Live, основу которого составила запись выступления на Super Bowl Music Fest в Лос-Анджелесе. В сет-лист вошли песни из разных периодов её карьеры, а также каверы и две ранее не издававшиеся композиции — «Attention» и «You». Эмили Свингл из издания Clash высоко оценила разносторонний вокал Майли, заявив, что её «голос — поистине грозная сила, с лёгкостью подстраивающаяся под любой жанр, за который она берётся. Будь то задорный кантри-хип-хоп хит „4x4“, наполненная рэпом „23“ или сочный блюзовый кавер на „Maybe“ Дженис Джоплин — кажется, Сайрус может покорить практически любой жанр, к которому прикоснётся».
К концу апреля Сайрус выпустила расширенную версию альбома, включающую шесть дополнительных треков, среди которых — мэшап песен «Mother’s Daughter» и «Boys Don’t Cry» Анитты. Большинство этих композиций были исполнены во время её выступления на фестивале Lollapalooza в Бразилии и других концертах в Латинской Америке. В мае NBC подтвердила продолжение новогоднего шоу Сайрус, а в августе стало известно, что она сыграет в рождественском телефильме NBC Dolly Parton’s Mountain Magic Christmas, продюсером которого выступила сама Партон.

### 2023—н.в.Endless Summer VacationиSomething Beautiful
В конце 2022 года Сайрус и её давний соавтор Mike Will Made It анонсировали выход новой музыки, запланированный на 2023 год. Вскоре, во время второго выпуска праздничного шоу Miley’s New Year’s Eve Party, был представлен ведущий сингл исполнительницы под названием «Flowers». Композиция, выпущенная 13 января 2023 года, сразу дебютировала на первой позиции в чартах Billboard Hot 100, Global 200 и Global Excl. US. С 13 неделями на вершине Global 200 и Global Excl. US песня установила рекорд по продолжительности лидерства в первом из этих чартов. В Hot 100 трек возглавлял хит-парад в течение восьми недель (не подряд), став вторым в карьере Сайрус синглом, достигшим первого места в США после десятилетнего перерыва — предыдущим был «Wrecking Ball» (2013). «Flowers» также оказался её самым долгоиграющим чарттоппером.
Песня добилась глобального успеха, возглавив чарты в 37 странах, включая Австралию, Канаду, Францию, Германию и Великобританию. В 2023 году она стала одним из самых стримируемых и скачиваемых треков на различных платформах во многих странах, а также самым проигрываемым на американском радио. На Spotify сингл побил рекорды, быстрее всех набрав 100 миллионов (за 7 дней) и 1 миллиард (за 112 дней) прослушиваний. Кроме того, «Flowers» установила исторический рекорд Billboard, проведя 57 недель на первом месте в чарте Adult Contemporary — это самое долгое лидерство в истории любых радиочартов издания. Суммарно трек провёл 106 недель на вершине всех радиочартов Billboard, что также стало абсолютным достижением. Композиция возглавила итоговые годовые чарты в различных регионах и заняла второе место в Hot 100 по итогам 2023 года. По данным Международной федерации производителей фонограмм (IFPI), она стала самым продаваемым синглом в мире за тот же период. Демоверсия песни была выпущена 3 марта 2023 года, а в марте 2025 года «Flowers» получила семикратный платиновый сертификат RIAA.
Восьмой студийный альбом Сайрус, Endless Summer Vacation, вышел 10 марта 2023 года. Над его созданием вместе с певицей работали Kid Harpoon, Грег Кёрстин, Mike Will Made It и Тайлер Джонсон. Этот релиз, ставший первым для Сайрус на лейбле Columbia Records, она охарактеризовала как «любовное письмо Лос-Анджелесу», отражающее её личный и творческий рост. В работе над альбомом, выполненном в жанрах поп и дэнс-поп, исполнительница сосредоточилась в первую очередь на текстах, а уже затем — на продюсировании. Пластинка дебютировала на третьем месте в Billboard 200 с продажами 119 тысяч альбомных эквивалентов за первую неделю, став для Сайрус 10-м релизом в топ-5 и 14-м в топ-10 этого чарта. Второй сингл альбома, «River», вышел 13 марта 2023 года и достиг 32-й строчки в Hot 100. Третьим синглом в апреле того же года стала композиция «Jaded», занявшая 56-е место. По данным IFPI, Endless Summer Vacation вошёл в число 20 самых продаваемых альбомов 2023 года в мире.
В поддержку релиза 10 марта на Disney+ состоялась премьера концертного документального спецвыпуска Endless Summer Vacation (Backyard Sessions), ставшего частью одноимённой серии проектов Сайрус. Исполнительница выступила в роли исполнительного продюсера и представила кавер на свой старый хит «The Climb» (2009), а также песни из нового альбома при участии Руфуса Уэйнрайта. В июне она озвучила персонажа Ван — нигилистичное женское существо — во втором сезоне взрослого анимационного сериала Netflix «Отдел кадров». Обновлённая версия спецвыпуска, Endless Summer Vacation: Continued (Backyard Sessions), вышла 24 августа 2023 года на ABC. На следующий день Сайрус выпустила сингл «Used to Be Young», включённый в цифровое переиздание альбома и дебютировавший на восьмом месте в США. 20 октября Долли Партон представила рок-версию «Wrecking Ball» с участием Сайрус в качестве финального сингла своего альбома Rockstar (2023). По итогам 2023 года Billboard включил Майли Сайрус в десятку самых успешных музыкантов.
На 66-й церемонии «Грэмми» Сайрус получила шесть номинаций, включая «Альбом года» и «Лучший вокальный поп-альбом», и одержала победы в категориях «Запись года» и «Лучшее сольное поп-исполнение» за сингл «Flowers» — первые в её карьере. В феврале 2024 года она появилась в эпизодической роли Тиффани Гипсолитейщицы (вдохновлённой реальной художницей Синтией Албриттон) в комедийном роуд-муви Итана Коэна «Красотки в бегах».
1 марта 2024 года состоялся релиз трека «Doctor (Work It Out)» в исполнении Фаррелла Уильямса при участии Сайрус — изначально записанного для её альбома Bangerz (2013), но не вошедшего в финальный трек-лист. Утечка демоверсии произошла ещё в 2017 году, однако перед официальным выпуском композиция была переработана. В том же году Сайрус приняла участие в записи дуэта «II Most Wanted» для альбома Бейонсе Cowboy Carter. Выпущенный в апреле как третий сингл, он вошёл в топ-10 чартов США, Великобритании и Global 200. На 67-й церемонии «Грэмми» эта песня принесла Сайрус третью награду — в категории «Лучшее кантри-исполнение дуэтом или группой».
В мае 2024 года вышел трибьют-альбом Talking Heads Everyone’s Getting Involved: A Tribute to Talking Heads’ Stop Making Sense, где Сайрус представила кавер на песню «Psycho Killer» в жанре синти-поп. 9 декабря того же года в качестве промосингла к саундтреку фильма Джии Копполы «Шоугёрл» была выпущена композиция «Beautiful That Way», написанная при участии певицы. Трек получил награду «Лучшая оригинальная песня в независимом фильме» на Hollywood Music in Media Awards и номинации на «Золотой глобус» и «Выбор критиков». В феврале 2025 года Сайрус выступила на юбилейном концерте SNL50: The Homecoming Concert и спела каверы на «Crazy Little Thing Called Love» и «Nothing Compares 2 U» вместе с Бриттани Ховард, а также исполнила «Flowers».
30 мая 2025 года состоялся релиз её девятого студийного альбома Something Beautiful, созданного в соавторстве с Шоном Эвереттом. По словам Сайрус, пластинка посвящена теме «исцеления». Визуальным сопровождением к ней стал одноимённый музыкальный фильм, снятый самой певицей совместно с Джейкобом Биксенмэном и Бренданом Уолтером. Премьера картины, названной «уникальной поп-оперой», прошла 6 июня 2025 года на кинофестивале «Трайбека», а затем состоялся её театральный релиз.

## Анализ творчества

### Музыкальный стиль и влияние
Майли Сайрус является одной из самых многогранных и эволюционирующих артисток современной поп-сцены. Её творческий путь начался в рамках поп-жанра, однако со временем она освоила широкий спектр музыкальных стилей, включая рок, кантри, хип-хоп, электронику  и психоделическую музыку. Основополагающее влияние на её музыкальное становление оказал Элвис Пресли, которого Сайрус неоднократно называла своим главным вдохновителем. В числе других значимых для неё исполнителей — Мадонна, Лана Дель Рей, Долли Партон Тимбалэнд, Уитни Хьюстон, Кристина Агилера, Джоан Джетт, Lil’ Kim, Шанайя Твейн, группа Hanson, коллектив OneRepublic и Бритни Спирс.
Начало карьеры Сайрус было неразрывно связано с поп-музыкой. Её дебютный студийный альбом Hannah Montana 2: Meet Miley Cyrus сохранял узнаваемое звучание её ранних работ в образе Ханны Монтаны, сочетая элементы поп-рока и баблгам-попа. Однако уже следующий альбом Breakout (2008) продемонстрировал её стремление к творческой самостоятельности и экспериментированию с различными жанрами. Для этой пластинки Сайрус в соавторстве написала восемь композиций, подчёркивая своё желание быть воспринятой не просто как исполнительница, но и как автор песен. Тематически её ранние работы преимущественно вращались вокруг любовных переживаний и межличностных отношений.

Вокальные данные Сайрус заслуживают отдельного внимания. Обладая меццо-сопрано с характерной хрипловатостью, её голос часто сравнивают с манерой исполнения Пинк и Эми Уайнхаус. В ранний период карьеры критики отмечали в её вокале заметный «нашвиллский твенг» — наследие её кантри-корней. Разнообразие её вокальной палитры ярко проявилось в таких треках, как энергичный хит «Party in the U.S.A.» (2009) с мощными бэлтинговыми рефренами, проникновенная баллада «The Climb» (2009), где особенно отчётливо звучали её «твенговые» ноты, или композиция «Obsessed» (2009) с её нарочито «сиплым» вокалом.

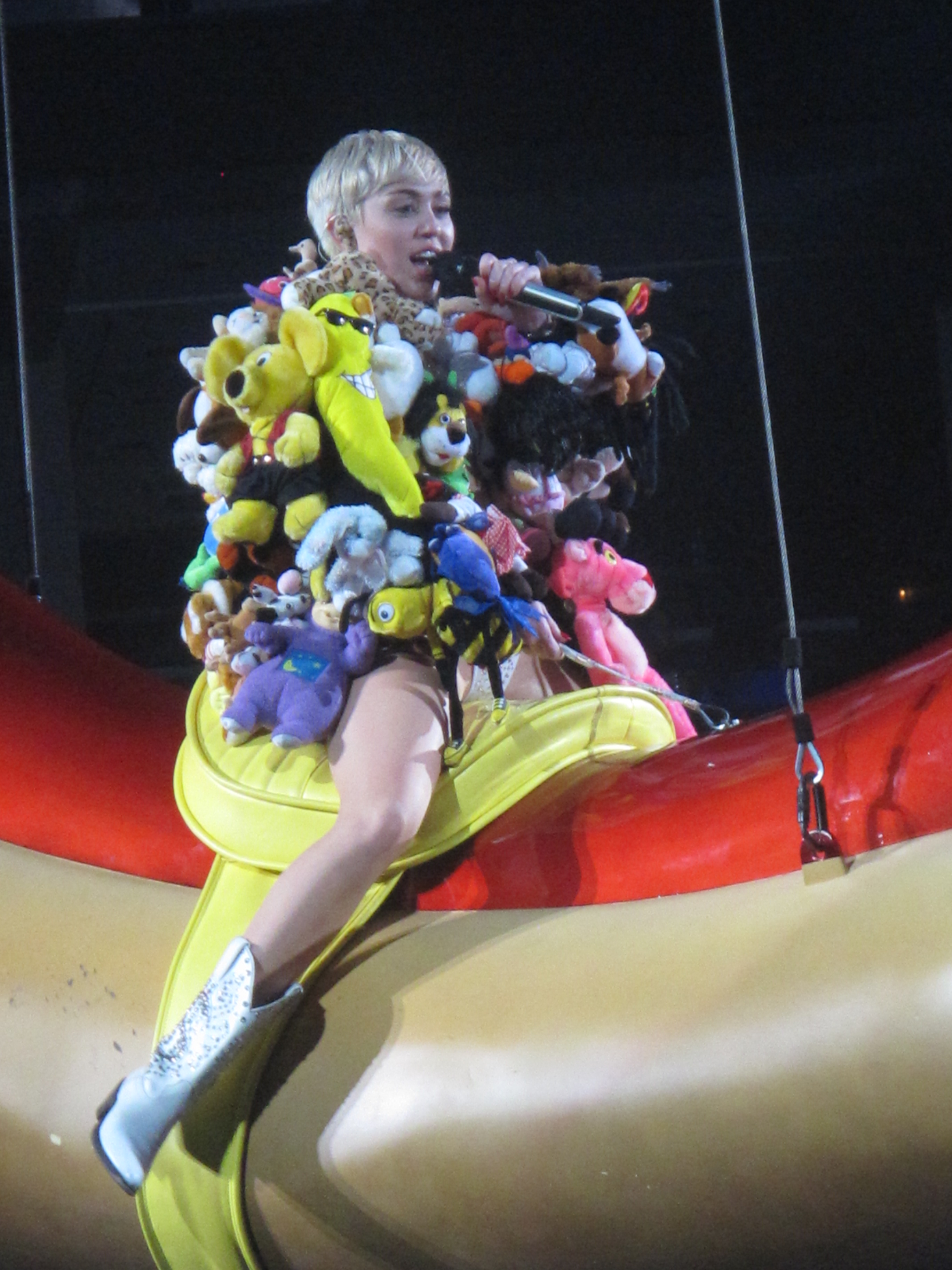
Выступление Сайрус в рамках тура Bangerz Tour, 2014 года

Творческая эволюция Сайрус особенно наглядно прослеживается в её альбомах. Can’t Be Tamed (2010) ознаменовал её переход к более электронному поп-звучанию, хотя изначально альбом задумывался как рок-ориентированный. После его выхода Майли заявила, что это может быть её последний поп-альбом. В текстах пластинки явственно звучали мотивы личностной и творческой свободы. После музыкального перерыва последовал Bangerz (2013), вобравший в себя элементы хип-хопа и синти-попа и концептуально выстроенный как хроника её отношений с Лиамом Хемсвортом. До выхода работы Майли описывала её как имеющую «грязный саунд в стиле Dirty South». Особняком в её дискографии стоит экспериментальный Miley Cyrus & Her Dead Petz (2015), который сама артистка охарактеризовала как «психоделический, но всё ещё поп-альбом». Рок-звучание Plastic Hearts (2020) продемонстрировало её новую творческую грань, где среди ключевых ориентиров она называла Бритни Спирс и Metallica. Вдохновлённый поп-музыкой и дэнс-попом, Endless Summer Vacation (2023) «воспринимается как краткий обзор её более чем 15-летней карьеры, где Сайрус с лёгкостью искушённого путешественника переходит от одного жанра к другому». Певица связала общую концепцию альбома со своей любовью к Лос-Анджелесу.

### Сценические выступления
Музыкальные выступления Майли Сайрус неоднократно становились предметом широкого обсуждения в СМИ, вызывая полярные реакции публики. Особое внимание привлекли её концертные туры Bangerz Tour (2014) и Milky Milky Milk Tour (2015). Ещё в 2009 году исполнение песни «Party in the U.S.A.» на церемонии Teen Choice Awards спровоцировало «национальный скандал» из-за откровенного наряда певицы и элементов танца у шеста, которые многие сочли провокационными. Подобная полемика повторилась в 2010 году после её выступления с композицией «Can’t Be Tamed» на шоу Britain’s Got Talent, где Сайрус имитировала поцелуй с одной из танцовщиц. Сама артистка отвергла обвинения, заявив, что её действия не выходили за рамки художественной выразительности.
Наибольший резонанс вызвало её появление на церемонии MTV Video Music Awards 2013, где она исполнила песни «We Can’t Stop» и «Blurred Lines» вместе с Робином Тиком. Облачённая в облегающий латексный купальник телесного цвета, Сайрус использовала гигантский надувной палец, чтобы дотронуться до паха партнёра, а затем совершила откровенные танцевальные движения у его промежности. Этот номер вызвал шквал критики: одни сравнивали его с «неудачным кислотным трипом», другие называли «катастрофой», отмечая смесь недоумения, ужаса и смущения в реакции зала. Не менее эпатажными оказались и её сольные выступления в рамках тура Bangerz Tour — так, артистка появлялась на сцене, съезжая по горке в форме языка, а её сценические костюмы и откровенные хореографические номера неизменно приковывали внимание прессы.

## Публичный образ

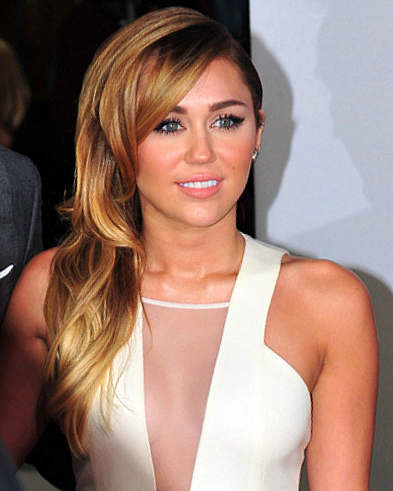
Сайрус на церемонии вручения премии «Выбор народа» в 2012 году

В начале карьеры у Майли был в целом положительный образ кумира подростков, однако её репутация претерпела значительные изменения после скандала, связанного с публикацией фотографий в журнале Vanity Fair в 2008 году. В тот период стоимость её снимков для фотоагентств могла достигать $2000 за кадр. В последующие годы имидж певицы продолжал трансформироваться, постепенно отдаляясь от прежнего образа. Ещё в 2008 году Донни Осмонд предсказывал неизбежные сложности этого перехода: «Майли предстоит столкнуться с взрослением… Когда это произойдёт, она захочет изменить свой образ, и эти изменения встретят сопротивление».
Официальный разрыв с подростковым амплуа произошёл в 2010 году с выходом альбома Can’t Be Tamed, сопровождавшегося провокационными клипами на одноимённый сингл и композицию «Who Owns My Heart». Её поведение в 2013—2014 годах вызвало широкий общественный резонанс, хотя её крёстная мать Долли Партон выразила поддержку: «Эта девушка умеет писать, петь, она умна. Ей не обязательно быть такой радикальной, но я уважаю её выбор. Я шла своим путём, почему бы и ей не делать так же?». В 2013 году журналист Лиэль Лейбовиц в издании Tablet обратил внимание на высказывание Сайрус, в котором она связывала критику в свой адрес с возрастным и культурным разрывом: по её мнению, решения в индустрии часто принимаются людьми, далёкими от молодёжной аудитории.
В 2014 году Сайрус заняла 17-е место в рейтинге самых влиятельных знаменитостей по версии Forbes, где отметили, что её возвращение в список связано уже не с успехом «Ханны Монтаны», а с сознательным эпатажем. В августе того же года её жизнь была увековечена в комиксе Fame: Miley Cyrus, охватывающем как скандальное выступление на MTV VMA 2013, так и годы славы на Disney, а также детство в Теннесси.
Её влияние на поп-культуру неоднократно отмечалось в различных рейтингах: в 2010 году она вошла в первую десятку списка Billboard «21 молодая звезда до 21 года», а в 2013 году возглавила «горячую сотню» Maxim и стала финалистом звания «Человек года» по версии Time, набрав 16,3% голосов сотрудников издания. Академический интерес к её персоне проявился в 2014 году, когда колледж Скидмор в Нью-Йорке ввёл социологический курс The Sociology of Miley Cyrus: Race, Class, Gender and Media, изучающий феномен Сайрус через призму расы, класса, гендера и медиа. В 2015 году ЛГБТ-издание The Advocate включило её в число претендентов на звание «Человек года», а в 2024 году, в честь 65-летия Международного женского дня, её образ был воспроизведён в коллекционной кукле Bratz.

## Личная жизнь
Сайрус проживает в Хидден-Хиллc (Калифорния), а также владеет домом стоимостью $5,8 миллиона в родном Франклине. В детстве и юности она воспитывалась в христианской традиции и идентифицировала себя с этой религией, однако в 2015 году в её песне «Milky Milky Milk» появились отсылки к тибетскому буддизму, а на её мировоззрение также оказали влияние индуистские верования.
С 2019 года Сайрус открыто заявляет о своём решении не иметь детей.

### Сексуальность и гендер
Ещё в 14 лет она раскрыла свою сексуальную ориентацию матери, позже пояснив: «Я никогда не хочу навешивать на себя ярлыки! Я готова любить любого, кто любит меня такой, какая я есть. Я открыта для всего». В июне 2015 года журнал Time сообщил, что Сайрус идентифицирует себя как гендерфлюидная персона. Сама певица подчёркивала, что не ощущает принадлежности ни к мужскому, ни к женскому полу и не требует этого от партнёра, добавляя, что открыта для любых отношений «по обоюдному согласию, если в них не участвуют животные и все стороны достигли совершеннолетия».
Сайрус активно поддерживает ЛГБТ-сообщество. Её песня «My Heart Beats for Love» (2010) была посвящена другу-гею, а позже она называла Лондон любимым местом для выступлений из-за развитой гей-сцены. В знак солидарности с движением за однополые браки певица сделала татуировку в виде знака равенства на безымянном пальце. Даже после брака с Лиамом Хемсвортом в 2018 году она продолжала идентифицировать себя как квир-персону. В 2014 году Сайрус основала благотворительный фонд Happy Hippie Foundation, деятельность которого направлена на «борьбу с несправедливостью в отношении бездомной и ЛГБТ-молодёжи, а также других уязвимых групп».

### Веганство
В 2014 году перешла на веганство, полностью исключив из рациона продукты животного происхождения. Однако в 2020 году во время интервью на шоу The Joe Rogan Experience она призналась, что была вынуждена отказаться от строгой веганской диеты и стала пескетарианкой из-за дефицита омега-3 жирных кислот, который негативно сказался на её когнитивных функциях. Сайрус объяснила, что, несмотря на длительный период веганства, ей пришлось ввести в рацион рыбу, чтобы восстановить баланс питательных веществ. При этом она эмоционально отреагировала на изменение своего питания — по её словам, она плакала, впервые попробовав рыбу после многих лет отказа от животных продуктов, поскольку испытывала сочувствие к живым существам. Это решение вызвало критику со стороны представителей веганского и вегетарианского сообществ, которые обвинили её в распространении недостоверной информации о омега-3 и отходе от принципов веганства.

### Употребление каннабиса
Помимо вопросов питания, Сайрус неоднократно высказывалась о своём отношении к рекреационному употреблению каннабиса. В 2013 году в интервью Rolling Stone она назвала марихуану «лучшим наркотиком на земле», а также отнесла её, наряду с MDMA, к категории «позитивных веществ». Во время церемонии вручения наград MTV Europe Music Awards в том же году она вызвала резонанс, появившись на сцене с предположительно дымящимся косяком, хотя этот момент был вырезан из телевизионной трансляции в США. В последующие годы Сайрус продолжала открыто говорить о своей привязанности к каннабису, отмечая в интервью W (2014), что любит это состояние. Однако в 2017 году, перед промокампанией альбома Younger Now, она временно отказалась от употребления, чтобы сохранять ясность мышления во время интервью. Позже, в 2018 году, она объяснила, что, несмотря на привязанность к каннабису, временно воздерживается от него, но не исключает возвращения к нему в будущем. В том же году она рассказала, что её мать снова познакомила её с употреблением каннабиса, а в 2019 году Сайрус инвестировала в компанию, занимающуюся производством каннабиса, и даже отправила своему коллеге Марку Ронсону шуточный «букет» из конопли в честь Дня святого Валентина.
Перед операцией на голосовых связках в ноябре 2019 года и некоторое время после неё Сайрус воздерживалась не только от каннабиса, но и от алкоголя, чтобы обеспечить оптимальное восстановление организма.

### Отношения и брак
В июне 2006 года Майли начала романтические отношения с певцом и актёром Ником Джонасом. Как позже вспоминала сама исполнительница, между ними возникло искреннее чувство — пара познакомилась и практически сразу сблизилась, оставаясь вместе до декабря 2007 года. Следующим избранником Сайрус стал модель Джастин Гастон: их связь продлилась девять месяцев, с 2008 по 2009 год. Поскольку на тот момент певице было всего 16 лет, а её партнёр был старше на четыре года, эти отношения стали предметом активного обсуждения в СМИ. В 2009 году Майли ненадолго возобновила отношения с Джонасом, а во время работы над фильмом «Ханна Монтана: Кино» у неё завязался роман с коллегой по съёмочной площадке Лукасом Тиллом.
Позже, в том же году, на съёмках картины «Последняя песня», Сайрус познакомилась с актёром Лиамом Хемсвортом, и между ними начались нестабильные, периодически возобновлявшиеся отношения. Впервые пара рассталась в августе 2010 года. В 2011 году Майли непродолжительное время встречалась с актёром Джошуа Боуманом, а в мае 2012 года вновь сошлась с Хемсвортом, объявив о помолвке. Однако к сентябрю 2013 года их союз снова распался. В ноябре 2014 года певица начала отношения с Патриком Шварценеггером, которые продлились до апреля 2015 года, а летом того же года у неё завязался кратковременный роман с моделью Стеллой Максвелл.
По некоторым данным, уже в ноябре 2015 года Майли и Хемсворт возобновили общение, а в марте 2016 года их отношения официально восстановились.  В октябре того же года пара вновь объявила о помолвке. Однако серьёзным испытанием для их союза стал ноябрь 2018 года, когда дом пары в Калифорнии был уничтожен лесным пожаром. 23 декабря они поженились в узком кругу семьи и друзей в Нашвилле. Впоследствии певица объясняла, что пожар послужил катализатором для брака, подтолкнув их к осознанию хрупкости жизни и важности момента. При этом она отмечала, что, несмотря на свою квир-идентичность и сохраняющееся влечение к женщинам, этот шаг переосмыслил для неё гетеросексуальные отношения.
Тем не менее, 10 августа 2019 года Майли объявила о расставании с Хемсвортом, а 21 августа он подал на развод, указав причиной «непреодолимые разногласия». Брак был официально расторгнут 28 января 2020 года. В августе—сентябре 2019 года, Сайрус состояла в отношениях с Кейтлин Картер, а уже в октябре того же года начала встречаться с давним другом — австралийским певцом Коди Симпсоном. Однако к августу 2020 года и этот роман завершился. Впоследствии Майли выпустила сингл «Midnight Sky», вдохновлённый её расставаниями с Хемсвортом, Картер и Симпсоном. В 2021 году она вступила в отношения с музыкантом и продюсером Максом Морандо, участвовавшим в работе над её альбомом Endless Summer Vacation (2023).

## Дискография
- Meet Miley Cyrus (2007)
- Breakout (2008)
- Can’t Be Tamed (2010)
- Bangerz (2013)
- Miley Cyrus & Her Dead Petz (2015)
- Younger Now (2017)
- Plastic Hearts (2020)
- Endless Summer Vacation (2023)
- Something Beautiful (2025)

## Туры
В качестве хедлайнера
- Best of Both Worlds Tour (2007—2008)
- Wonder World Tour (2009)
- Gypsy Heart Tour (2011)
- Bangerz World Tour (2014)
- Milky Milky Milk Tour (2015)
- Attention Tour (2022)

Открывающее выступление
- The Cheetah Girls — The Party’s Just Begun Tour (2006—2007)

## Фильмография
| Год       |     | Русское название                   | Оригинальное название           | Роль                         |
| --------- | --- | ---------------------------------- | ------------------------------- | ---------------------------- |
| 2001—2003 | с   | Док                                | Doc                             | Кайли                        |
| 2003      | ф   | Крупная рыба                       | Big Fish                        | Рути в 8 лет                 |
| 2006—2011 | с   | Ханна Монтана                      | Hannah Montana                  | Майли Стюарт / Ханна Монтана |
| 2006—2009 | с   | Всё тип-топ, или Жизнь Зака и Коди | The Suite Life of Zack and Cody | Ханна Монтана                |
| 2007      | ф   | Ханна Монтана: Концерт в Лондоне   | Hannah Montana: Live in London  | Ханна Монтана                |
| 2006—2010 | мс  | На замену                          | The Replacements                | Звезда                       |
| 2007      | ф   | Классный мюзикл: Каникулы          | High School Musical 2           | Девочка у бассейна           |
| 2007—2009 | мс  | Новая школа императора             | The Emperor's New School        | официантка Ята               |
| 2008      | мф  | Вольт                              | Bolt                            | Пенни                        |
| 2009      | кор | Супер Рино                         | Super Rhino                     | Пенни                        |
| 2009      | ф   | Ханна Монтана: Кино                | Hannah Montana: The Movie       | Майли Стюарт / Ханна Монтана |
| 2009—2010 | с   | Всё тип-топ, или Жизнь на борту    | The Suite Life on Deck          | Майли Стюарт / Ханна Монтана |
| 2010      | ф   | Последняя песня                    | The Last Song                   | Вероника «Ронни» Миллер      |
| 2010      | ф   | Секс в большом городе 2            | Sex And The City 2              | Играет саму себя             |
| 2012      | ф   | Агент под прикрытием               | So Undercover                   | Молли Моррис/Брук Стоунбридж |
| 2012      | ф   | Лето. Одноклассники. Любовь        | LOL                             | Лола Уильямс                 |
| 2012      | с   | Два с половиной человека           | Two and a Half Men              | Мисси                        |
| 2015      | ф   | За ночь До                         | The Night Before                | В роли самой себя            |
| 2015      | ф   | Очень мюрреевское Рождество        | A Very Murray Christmas         | В роли самой себя            |
| 2016      | с   | Кризис в шести сценах              | Crisis in Six Scenes            | Ленни Дейл                   |
| 2017      | ф   | Стражи Галактики. Часть 2          | Guardians of the Galaxy Vol. 2  | Мейнфрейм                    |
| 2019      | с   | Чёрное зеркало (сезон 5, эпизод 3) | Black Mirror                    | Эшли О                       |

## Книги
- Cyrus, Miley & Liftin, Hilary (2009). Miles to Go. Disney-Hyperion Books. ISBN 978-1-4231-1992-0. OCLC 244417637 (на русском языке известна под названием «Мили впереди», есть любительский перевод, официально не издавалась).

## Награды и номинации
| Награды и номинации                      | Награды и номинации | Награды и номинации                                       | Награды и номинации | Награды и номинации |
| Награда                                  | Год                 | Категория                                                 | Фильм               | Итог                |
| ---------------------------------------- | ------------------- | --------------------------------------------------------- | ------------------- | ------------------- |
| Broadcast Film Critics Association Award | 2009                | Лучшая песня                                              | Вольт               | Номинация           |
| Золотой глобус                           | 2009                | Лучшая оригинальная песня                                 | Вольт               | Номинация           |
| Gracie Allen Awards                      | 2008                | Лучшая актриса комедийного сериала (детский/подростковый) | Ханна Монтана       | Награда             |
| Gracie Allen Awards                      | 2009                | Лучшая актриса комедийного сериала (детский/подростковый) | Ханна Монтана       | Награда             |
| Kids’ Choice Awards (Australia)          | 2008                | Любимая телезвезда                                        | Ханна Монтана       | Номинация           |
| Kids’ Choice Awards (Australia)          | 2009                | Любимая телезвезда                                        | Ханна Монтана       | Номинация           |
| Kids’ Choice Awards (Australia)          | 2009                | Любимая телезвезда                                        | Ханна Монтана       | Номинация           |
| Kids’ Choice Awards (Australia)          | 2010                | Любимая кинозвезда                                        | Последняя песня     | Номинация           |
| Kids’ Choice Awards (Australia)          | 2010                | Лучший поцелуй                                            | Последняя песня     | Номинация           |
| Kids’ Choice Awards (Australia)          | 2010                | Самая привлекательная пара                                | Последняя песня     | Номинация           |
| Kids’ Choice Awards                      | 2007                | Любимая телеактриса                                       | Ханна Монтана       | Награда             |
| Kids’ Choice Awards                      | 2008                | Любимая телеактриса                                       | Ханна Монтана       | Награда             |
| Kids’ Choice Awards                      | 2009                | Любимый голос в озвучке мультфильма                       | Вольт               | Номинация           |
| Kids’ Choice Awards                      | 2009                | Любимая телеактриса                                       | Ханна Монтана       | Номинация           |
| Kids’ Choice Awards                      | 2010                | Любимая телеактриса                                       | Ханна Монтана       | Номинация           |
| Kids’ Choice Awards                      | 2010                | Любимая киноактриса                                       | Ханна Монтана       | Награда             |
| Kids’ Choice Awards                      | 2011                | Любимая телеактриса                                       | Ханна Монтана       | Номинация           |
| Kids’ Choice Awards                      | 2011                | Любимая киноактриса                                       | Последняя песня     | Награда             |
| MTV Movie Awards                         | 2009                | Лучшая песня в кинофильме                                 | Ханна Монтана       | Награда             |
| MTV Movie Awards                         | 2009                | Прорыв — актриса                                          | Ханна Монтана       | Номинация           |
| People’s Choice Awards                   | 2008                | Любимая звезда младше 35 лет                              |                     | Номинация           |
| People’s Choice Awards                   | 2010                | Любимая звезда интернета                                  |                     | Номинация           |
| People’s Choice Awards                   | 2010                | Прорыв — любимая киноактриса                              |                     | Награда             |
| Золотая малина                           | 2010                | Худшая актриса                                            | Последняя песня     | Номинация           |
| Золотая малина                           | 2011                | Худшая актриса                                            | Ханна Монтана       | Номинация           |
| Teen Choice Awards                       | 2006                | Выбор телефильма: Прорыв (актриса)                        | Ханна Монтана       | Номинация           |
| Teen Choice Awards                       | 2007                | Выбор телеактрисы: Комедия                                | Ханна Монтана       | Награда             |
| Teen Choice Awards                       | 2008                | Выбор телеактрисы: Комедия                                | Ханна Монтана       | Награда             |
| Teen Choice Awards                       | 2008                | Выбор фанатов                                             |                     | Номинация           |
| Teen Choice Awards                       | 2009                | Выбор: Икона моды                                         |                     | Номинация           |
| Teen Choice Awards                       | 2009                | Выбор: Лучший поцелуй в фильме                            | Ханна Монтана       | Номинация           |
| Teen Choice Awards                       | 2009                | Выбор: Самая сексуальная актриса                          |                     | Номинация           |
| Teen Choice Awards                       | 2009                | Выбор: Звезда-танцор                                      |                     | Номинация           |
| Teen Choice Awards                       | 2009                | Выбор телеактрисы: Комедия                                | Ханна Монтана       | Награда             |
| Teen Choice Awards                       | 2009                | Выбор телеактрисы: Вспышка гнева                          | Ханна Монтана       | Награда             |
| Teen Choice Awards                       | 2009                | Выбор телеактрисы: Музыка/Танец                           | Ханна Монтана       | Награда             |
| Teen Choice Awards                       | 2010                | Выбор фанатов                                             |                     | Номинация           |
| Teen Choice Awards                       | 2010                | Выбор: Лучший поцелуй                                     | Последняя песня     | Номинация           |
| Teen Choice Awards                       | 2010                | Выбор: Лучшее взаимопонимание                             | Последняя песня     | Номинация           |
| Teen Choice Awards                       | 2010                | Выбор: Танец                                              | Последняя песня     | Номинация           |
| Teen Choice Awards                       | 2010                | Выбор фильма: Вспышка гнева                               | Последняя песня     | Награда             |
| Teen Choice Awards                       | 2010                | Икона моды на красной дорожке                             |                     | Номинация           |
| Teen Choice Awards                       | 2011                | Икона моды на красной дорожке                             |                     | Номинация           |
| Teen Choice Awards                       | 2011                | Выбор телеактрисы: Комедия                                | Ханна Монтана       | Номинация           |
| Молодой актёр                            | 2008                | Лучший молодой ансамбль в телесериале                     | Ханна Монтана       | Номинация           |
| Молодой актёр                            | 2008                | Лучшая молодая актриса телесериала                        | Ханна Монтана       | Награда             |
| Молодой актёр                            | 2009                | Лучшая молодая актриса телесериала                        | Ханна Монтана       | Номинация           |
| Молодой актёр                            | 2010                | Лучшая молодая актриса телесериала (комедия или драма)    | Ханна Монтана       | Номинация           |